# Трудно е да бъдеш бог (филм, 2013)
„Трудно е да бъдеш бог“ (на руски: Трудно быть богом) е руски научнофантастичен филм от 2013 година на режисьора Алексей Герман по негов сценарий в съавторство със Светлана Кармалита, базиран на едноименния роман на братя Стругацки от 1964 година.
В центъра на сюжета е учен, изпратен да наблюдава примитивна цивилизация на изолирана планета и изправен пред сблъсъка между забраната да се намесва в естественото историческо развитие и все по-силното си отвращение от местните нрави. Главните роли се изпълняват от Леонид Ярмолник, Александър Чутко, Юрий Цурило, Евгений Герчаков.
„Трудно е да бъдеш бог“ получава 7 награди „Ника“, включително за режисура и най-добър филм, и е номиниран в още 3 категории.